# Biljana Plavšić
Biljana Plavšić (serbio cirílico: Биљана Плавшић) (nacida el 7 de julio de 1930 en Tuzla, Reino de Yugoslavia, actual Bosnia y Herzegovina) es una antigua política y profesora universitaria serbobosnia. Ocupó el cargo de presidenta de la República Srpska durante dos años (1996-1998), y fue acusada en 2001 por el TPIY de responsabilidad en crímenes de guerra cometidos durante la guerra de Bosnia. Tras un acuerdo con el tribunal, se le impuso una pena de 11 años de prisión, y fue puesta en libertad el 14 de septiembre de 2009, tras cumplir en una prisión sueca los 2/3 de su condena.
Antes de sus compromisos políticos y cívicos, era profesora de biología en la Universidad de Sarajevo, desde su cargo de Jefe del Departamento de Biología. Integrada en el Programa Fulbright, pasó dos años en el Boyce Thompson Institute de la Universidad Cornell, en Nueva York estudiando investigación botánica. A continuación, se especializó en microscopía electrónica en Londres, y virología botánica en Praga y Bari. Científica de renombre, publicó más de un centenar de trabajos científicos y documentos que han sido ampliamente citados en bibliografía especializada y libros de texto.
Además de ser el más alto cargo político serbobosnio condenado, fue también conocida por su ardiente oratoria nacionalista durante la guerra de Bosnia, contra el SDS, y, más tarde, su remordimiento por los crímenes de lesa humanidad de los que admitió haber sido responsable a un alto nivel político.

## Carrera política

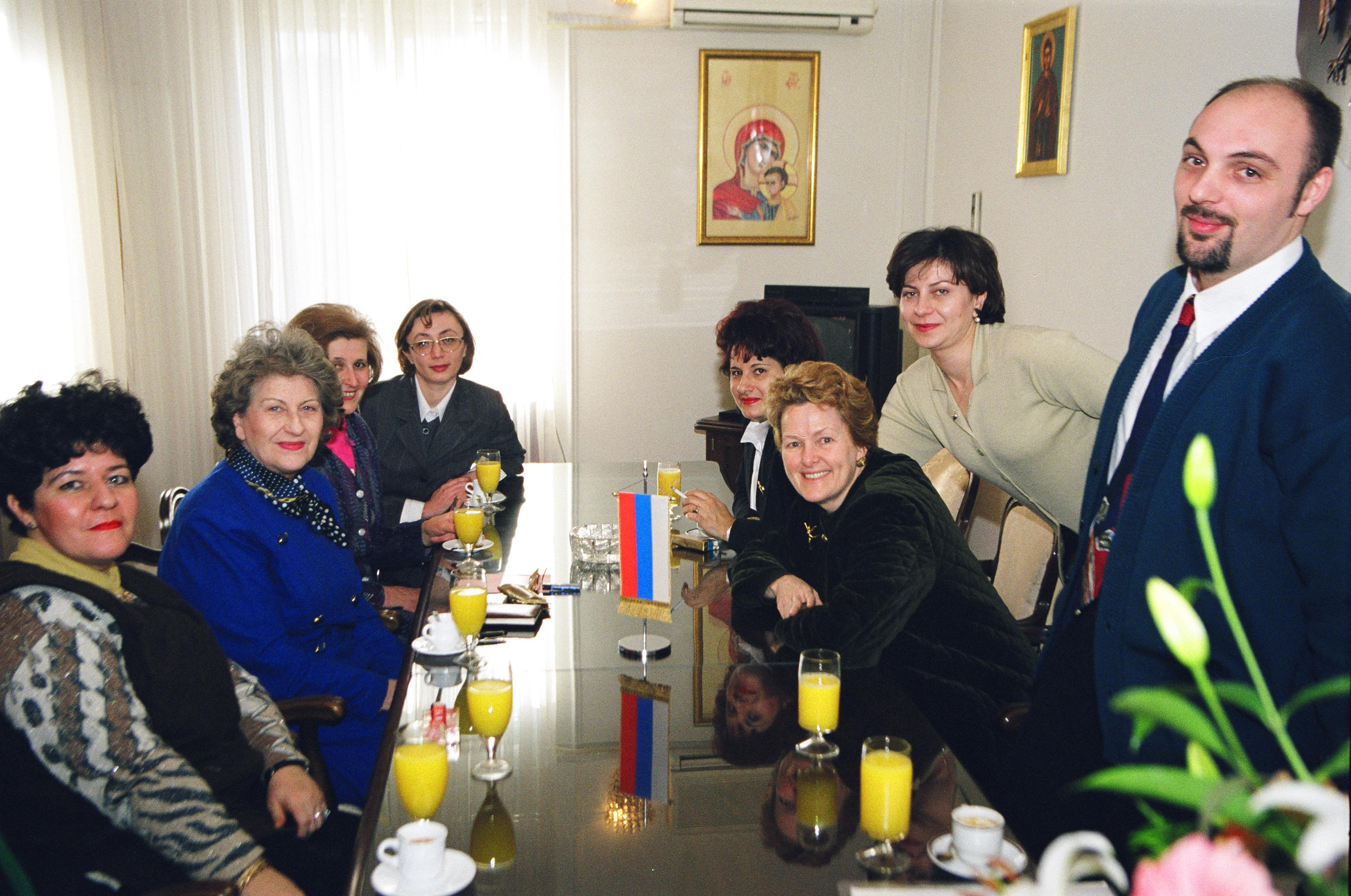
Plavšić (segunda por la izquierda) junto a un grupo de políticas serbobosnias en Bania Luka en los años 1990.

Plavšić era miembro del Partido Democrático Serbio (SDS). Fue la primera mujer miembro de la Presidencia de Bosnia y Herzegovina, rigió del 18 de noviembre de 1990 hasta abril de 1992, después de haber sido elegida en la primera vuelta de las elecciones de 1990 en Bosnia y Herzegovina. 
Desde el 28 de febrero de 1992 al 12 de mayo de 1992, fue una de los dos presidentes de la República Serbia de Bosnia y Herzegovina. Posteriormente se convirtió en uno de los dos vicepresidentes de la República Srpska y desde el 30 de noviembre de 1992, miembro del Comando Supremo del Ejército de la República Srpska. 
Fue muy criticada su aparición, en abril de 1992 en Bijeljina, con Zeljko Raznjatovic, Arkan. El apoyo del presidente serbio Slobodan Milošević al plan Vance Owen, motivó a Plavšić a calificarlo como "traidor a la nación serbia". Vojislav Šešelj testificó que "sus posiciones eran extremas, muy extremas". Fue popularmente conocida como la emperatriz serbia debido a este extremismo. 
Los Acuerdos de Dayton, firmados en 1995, prohibieron al entonces presidente de la República Srpska, Radovan Karadžić, su permanencia en el cargo, y Plavšić fue elegida para llevar a cabo el plan de desarrollo sostenible como candidata a la Presidencia de la República Srpska para un mandato de dos años. En el juicio a Milošević, Šešelj describió los motivos de Karadžić para su designación:

Mantuvo posiciones muy extremistas, insufriblemente extremistas, incluso para mí, nacionalista serbio declarado. Alabó a Arkan y su Guardia Serbia de voluntarios, e incluso se reunió con él en Bijeljina ... Radovan Karadžić ... cree que es más extremista que él mismo en todos los sentidos. Karadžić creía que Plavšić seguiría ocupando su posición patriótica hasta el final. Sin embargo, varios meses después de ser elegida, cambió su orientación política 180º bajo la influencia de algunos mandatarios occidentales y cambió su política completamente.
Debido al creciente aislamiento de la República Srpska después de la firma de los acuerdos de paz, rompió su lazos con el SDS y formó el Srpski Narodni savez (Alianza Popular Serbia), y nombró a Milorad Dodik, el entonces miembro de la Asamblea Nacional de la República Srpska, como primer ministro. 
Esto marcó el inicio de la reforma política en la República Srpska y la cooperación con la Comunidad Internacional. Perdió las elecciones de 1998, y su carrera política fue en declive hasta la formulación de la acusación del TPIY, tras lo cual la dio por terminada. 
Durante su estancia en prisión, publicó un libro titulado "Svjedočenja" ("Voces de testigos"), que revelaba muchos aspectos de la vida política en tiempo de guerra en la República Srpska, y dejaba una oscura sombra sobre el entonces presidente de la entidad serbobosnia, Radovan Karadžić, también acusado por el TPIY y capturado en 2008.

## Acusación y sentencia del TPIY

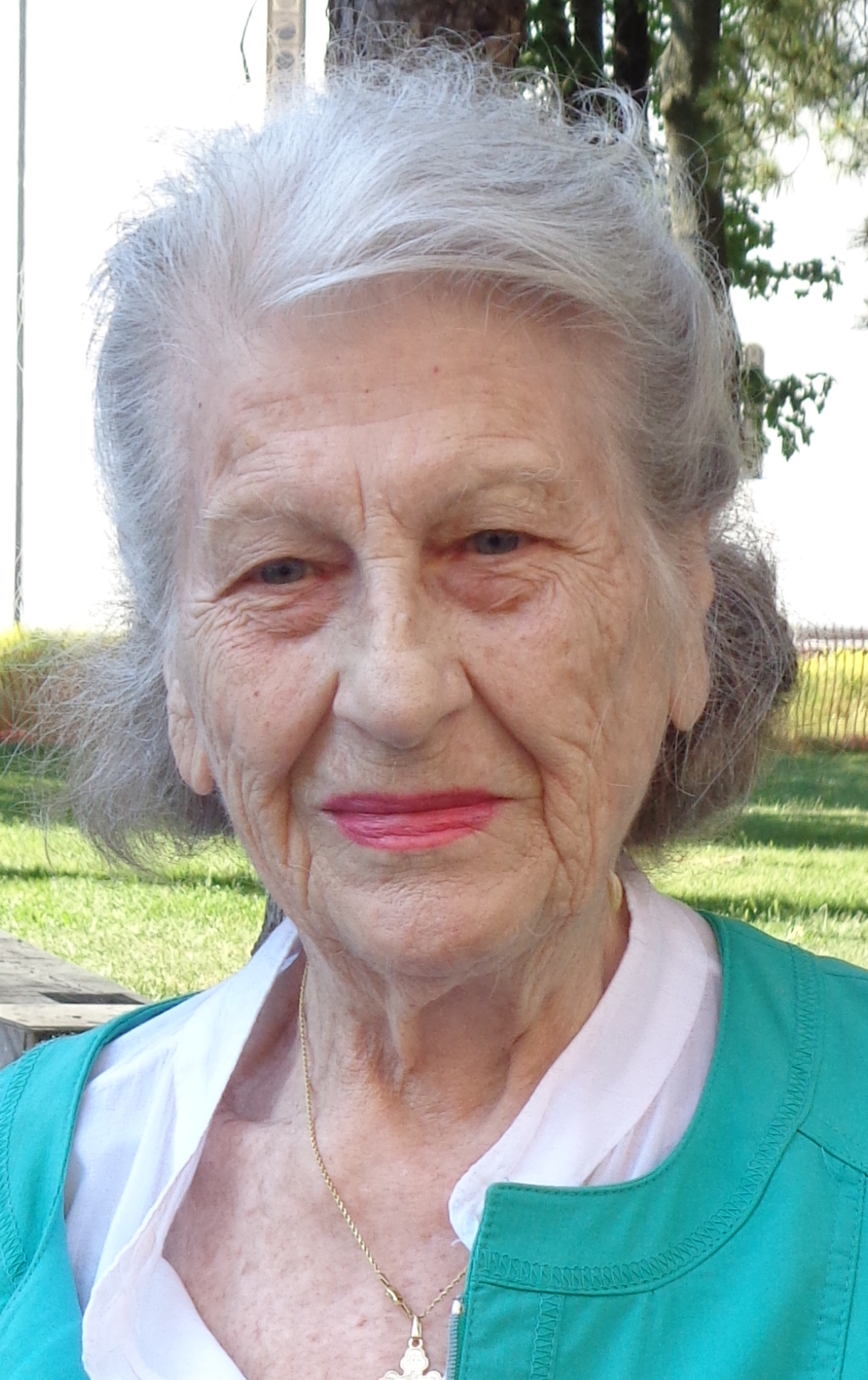
Plavšić en 2021, tras recuperarse del Covid-19.

Fue acusada por el Tribunal Penal Internacional para la ex Yugoslavia junto con Momčilo Krajišnik y Radovan Karadžić de "la creación de condiciones imposibles de vida, persecución y tácticas de terror a fin de alentar a los no serbios a abandonar la zona, expulsión de los reacios a abandonarla, y eliminación del resto". 
La cargos contra Biljana Plavšić fueron los siguientes: 
- Dos cargos de genocidio (artículo 4 del Estatuto del Tribunal - genocidio, y / o, complicidad para cometer genocidio)
- Cinco de crímenes de lesa humanidad (artículo 5 - exterminio, asesinato, persecuciones por motivos políticos, raciales o religiosos; deportación; alternativamente, actos inhumanos)
- Un recuento de violaciones de las leyes o costumbres de guerra (artículo 3 - asesinato)

Se entregó voluntariamente al TPIY el 10 de enero de 2001, y fue puesta en libertad provisional el 6 de septiembre.
El 16 de diciembre de 2002 llegó a un acuerdo con el TPIY para formular una declaración aceptando su culpabilidad de un cargo de crímenes contra la humanidad por su parte en la dirección de la guerra y expresó su "pleno remordimiento" a cambio de retirar los fiscales otros siete cargos de crímenes de guerra, incluidos dos cargos de genocidio. 
La declaración de Plavšić, leída en serbio, su lengua nativa, reiteró su admisión de culpabilidad. Por otro lado, dijo que ella se había negado a creer las historias de atrocidades contra los bosnios y los croatas y aceptaba sin lugar a dudas, las reclamaciones de que los serbios estaban luchando por su supervivencia. 
Sin embargo, en una entrevista concedida en marzo de 2005 a la Banja Luka Televisión Alternativa, alegó que había mentido porque no podía demostrar su inocencia, al no poder encontrar testigos que declarasen en su favor.
Posteriormente fue condenada a 11 años de prisión, cumpliendo su condena en la cárcel de mujeres de Hinseberg en Frövi, Condado de Örebro, Suecia, desde el 26 de junio de 2003.

## Puesta en libertad
El 14 de septiembre de 2009, el TPIY aceptó la concesión de la libertad condicional a Plavšić, tras cumplir dos tercios de su condena, y con una edad de 79 años, y según las reglas suecas, que están de acuerdo con la práctica del tribunal en casos similares de condenados por crímenes en la antigua Yugoslavia. El Gobierno sueco decretó el 22 de octubre de 2009 su libertad condicional. Finalmente, el 27 de octubre de 2009, fue puesta en libertad, abandonando inmediatamente el país y trasladándose a Belgrado, donde fue recibida por el primer ministro de la República Srpska, Milorad Dodik.

## Otras fuentes
- Simons, Marlise (28 de marzo de 2003). Bosnian Ex-Leader Sentenced To 11 Years for Her War Role (article preview). The New York Times. (enlace roto disponible en Internet Archive; véase el historial, la primera versión y la última).
- Biljana Plavsic: Serbian iron lady. BBC News. 27 de febrero de 2003.